# لانغلي (وحدة قياس)
لانغلي وتكتب أحيانًا لانجلي (بالإنجليزية: Langley )‏ وتعرف اختصارًا بـ (Ly) هي وحدةٌ لقياس الإشعاع الشمسي ومعرفة توزع طاقته ،أي أنها تعنى بقياس كثافة الحرارة في منطقة ما.
سميت الوحدة باسم صامويل بيربونت لانغلي (1834م-1906م) في عام 1947م.

## تعريفها
اللانجلي الواحد يساوي:-
- 1 حريرة (سعرة حرارية) لكل سنتيميتر مربع.
- 41840 جول/م².
- 11.622 كيلو واط ساعي/م².